# Leon Tsoukernik
Leon Tsoukernik (* 7. November 1973 in Moskau, Sowjetunion) ist ein tschechischer Unternehmer, ehemaliger Casinobesitzer, Pokerspieler und Kunstsammler. Er war CEO der Vestar Group und langjähriger CEO des King’s Resorts, 2018 übertrug er seine Position an Michal Hanzík. Tsoukernik war seitdem Eigentümer und Mitglied des Aufsichtsrats des King’s Casinos. Mit dem Verkauf aller seiner Anteile an der Vestar Group stieg er Mitte 2024 aus allen King's-Gewerben aus und beendete damit seine Tätigkeiten im Glücksspielgeschäft.

## Leben

### Privates
Tsoukernik arbeitete 1991 in Toronto als Assistent bei einem Antiquitätenhändler. 1993 verließ er Kanada, um sich in Tschechien niederzulassen. Seitdem eröffnete er zwei Antiquitätengeschäfte in Prag und eins in Washington, D.C. Als Spezialist für Biedermeier-Möbel gründete Tsoukernik 1996 mit Adam Brown und Andrea Zemalová ein gemeinsames internationales Antiquitätengeschäft. Zusammen schufen sie 1999 das Iliad Antik New York. Tsoukernik ist regelmäßiger Teilnehmer internationaler Antiquitäten- und Kunstmessen, darunter die Veranstaltungen in Palm Beach, Dallas, New York und anderen Städten. Internationale Prominente, die seine Dienstleistungen als Antiquitätenhändler in Anspruch nahmen, sind u. a. Tom Cruise, Jackie Chan, Madeleine Albright, Václav Havel, Ronald Lauder und Paloma Picasso.
Tsoukernik lebt mit seiner Frau und ihren zwei gemeinsamen Kindern nahe Rozvadov. Er ist der Hauptsponsor des tschechischen Eishockeyclubs HC Plzeň 1929.

### Poker

#### Als Unternehmer

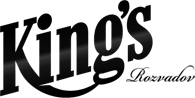
Logo des King’s Casino

Tsoukernik kaufte im Jahr 2002 ein Grundstück in der tschechischen Gemeinde Rozvadov an der deutsch-tschechischen Grenze und ließ darauf das King’s Casino errichten. Die Spielbank eröffnete am 26. Juni 2003 und ist seit 2009 strikt pokerorientiert. 2014 war sie mit rund 160 Pokertischen, über 200.000 Pokerspielern und mehr als 15 Millionen Euro an Turnierpreisgeldern der größte Pokerraum Europas. Bei den European Poker Awards auf Malta erhielt Tsoukernik daher Ende März 2015 die Auszeichnung als Unternehmer des Jahres 2014. Nach Verhandlungen mit dem Management der World Series of Poker (WSOP) wurde 2015 eine Entscheidung zur Austragung von WSOP-Turnieren im King‘s getroffen. Rozvadov wurde demgemäß zum Austragungsort von Circuitturnieren sowie der World Series of Poker Europe im Zeitraum von 2017 bis 2021. Bereits im ersten Jahr erreichte die World Series of Poker Europe 2017 mit über 30.000 Pokerspielern einen neuen Rekord. Der große Erfolg der Premiere in Rozvadov führte zu der Vereinbarung, die Events jährlich bis zum Jahr 2022 weiterhin dort zu veranstalten. Eine weiterführende Zusammenarbeit steht zur Diskussion offen. Zuvor fand die WSOP Europe nur alle zwei Jahre statt.
Zudem eröffnete Tsoukernik 2010 das Hotel King’s Admiral in Rozvadov. 2011 ließ er ein King’s Casino in Prag errichten, 2014 das Casino Bellevue in Marienbad.
2019 erwarb er das Atrium Casino im Hilton Hotel in Prag. Es wurde in King’s Casino Prague umbenannt und ist Veranstaltungsort der European Poker Tour.
2024 verkaufte er seinen 60%-Anteil an der Holding-Firma Vestar Group, unter der alle King's-Spielstätten betrieben werden, an die frühen Teilhaber Scott Hanna und Richard Kucik. Tsoukernik betreibt damit keine Glücksspielgeschäfte mehr und will sich in Zukunft auf Immobilienentwicklung konzentrieren.

#### Als Spieler
Tsoukernik selbst nimmt seit 2011 gelegentlich an renommierten Live-Turnieren teil. Mitte Mai 2011 belegte er den zweiten Platz beim Main Event der Casinos Austria Poker Tour in Innsbruck. In seinem King’s Casino erreichte Tsoukernik im Herbst 2016 beim Main Event der European Masters Series of Pot Limit Omaha einen dritten und einen ersten Platz. Mitte Dezember 2016 gewann er in Prag das Super-High-Roller-Event der European Poker Tour und erhielt eine Siegprämie von über 740.000 Euro. Im Februar 2017 sicherte sich Tsoukernik einen Platz beim Super High Roller Bowl, der Ende Mai 2017 im Aria Resort & Casino am Las Vegas Strip ausgespielt wurde. Die Teilnehmerzahl für das Turnier mit 300.000 US-Dollar Buy-in war auf 56 Spieler begrenzt. Dort erreichte er den Finaltisch und beendete das Turnier auf dem vierten Platz für 1,8 Millionen US-Dollar Preisgeld. Im Frühling 2018 nahm Tsoukernik an einem der teuersten Cash Games in Montreal teil, in dem er einen Rekord-Pot gegen Matthew Kirk gewann. Ende Juli 2018 kaufte sich Tsoukernik siebenmal in das 25.000 Euro teure Super High Roller der Poker-Europameisterschaft in Velden am Wörther See ein und gewann das Turnier mit einer Siegprämie von 370.000 Euro. Mitte Oktober 2019 gewann er ein in seinem Casino ausgetragenes Short Deck Super High Roller während der World Series of Poker Europe mit einem Buy-in von 100.000 Euro und sicherte sich nach einem Heads-Up-Duell gegen Phil Ivey den Hauptpreis von rund 1,1 Millionen Euro.
Insgesamt hat sich Tsoukernik mit Poker bei Live-Turnieren mehr als 5 Millionen US-Dollar erspielt und ist damit hinter Martin Kabrhel und Martin Staszko der dritterfolgreichste tschechische Pokerspieler. Zudem spielte er mehrfach bei der deutschen Pokershow German High Roller, die auf Sport1 ausgestrahlt wird.

#### Kontroversen
Am 5. Juni 2017 reichte der australische Pokerprofi Matthew Kirk gegen Tsoukernik in den Vereinigten Staaten Klage ein. Kirk fordert von Tsoukernik die Zahlung von 2 Millionen US-Dollar, die sich dieser laut Klageschrift am 27. Mai 2017 während einer Cashgame-Partie im Aria Resort & Casino am Las Vegas Strip von Kirk geliehen haben soll. Auch der Pokerprofi Elton Tsang wirft Tsoukernik vor, ihm Spielschulden in Höhe von 3 Millionen Euro, die er im August 2015 während eines Cashgames in Barcelona gewonnen haben will, nicht auszuzahlen.